# باول غرين (لاعب كريكت)
باول غرين (1 يونيو 1976 في المملكة المتحدة - )  (بالإنجليزية: Paul Green)‏ هو لاعب كريكت بريطاني. لعب مع Lancashire Cricket Board ‏.

## وصلات خارجية
- باول غرين على موقع إي آس بي آن كريك إنفو (الإنجليزية)